# 신상 블루진
〈신상 블루진〉(まっさらブルージーンズ 맛사라 브루진즈[*])는 ℃-ute의 인디즈 데뷔 싱글이다. 2006년 5월 6일 업프런트 워크스에서 발매했다.

## 개요
- Berryz코보와는 다른 인디즈로의 데뷔가 됐다.
- 센터는 야지마 마이미이다. 메인 보컬은 야지마 마이, 스즈키 아이리, 무라카미 메구미이다.

## 수록곡
| #  | 제목                                     | 작사·작곡 | 편곡 | 재생 시간 |
| -- | ---------------------------------------- | --------- | ---- | --------- |
| 1. | 〈신상 블루진〉 (まっさらブルージーンズ) | 츤쿠      |      |           |
| 2. | 〈신상 블루진 (Instrumental)〉           |           |      |           |

## 커버한 음악가
- asfi
2012년 12월 12일에 발매한 미니음반 《asfi》에 수록됐다. 2013년 4월 29일 발매의 맥시 싱글 《리스펙트★커버 vol.1》에도 수록됐다[1].